# سفیدبرفی (گیاه)
سفید برفی (نام علمی: Goodyera repens) نام یک گونه از تیره ثعلبیان است.